# Trochophore
Trochophore signifie « qui porte des roues » (grec ancien : trochos - roue, phorein - porter). Cet adjectif qualifie la morphologie des larves lophotrochozoaires (dont annélides, mollusques, plathelminthes). La larve trochophore possède des cils au pôle apical, sur une plaque ectodermique. 
Elle possède également des cils formant deux couronnes qui l'entourent : la prototroche, en position équatoriale au-dessus de la bouche, et la métatroche, parallèle à la prototroche sous la bouche. 
Les larves trochophores font partie du plancton. 

A. Episphère, B. Hyposphère -
1. Ganglion nerveux, 2. Plaque sincipitale, 3. Prototroche, 4. Métatroche, 5. Ébauche mésodermique, 6. Anus, 7. Protonéphridie, 8. Tube digestif, 9. Bouche, 10. Blastocœle

La larve trochophore est classiquement divisée en trois régions :
- la région pré-orale, ou épisphère, constitue la partie située au-dessus de la prototroche
- l'hyposphère, située sous la prototroche
- la région pygidiale, qui entoure l'anus

Chez les annélides (polychètes et oligochètes), la larve trochophore subira une métamorphose par allongement et métamérisation de l'hyposphère (et notamment du mésoderme) et réduction de l'épisphère. Un stade intermédiaire est appelé métatrochophore. Le mésoderme se segmente et se creuse de cavités coelomiques, ce qui est à l'origine de la métamérie.
Chez les mollusques, le stade trochophore est suivi d'un autre stade larvaire : la larve véligère.